# Хортън (филм)
Вижте пояснителната страница за други значения на Хортън.
„Хортън“ (на английски: Horton Hears a Who!) е американски компютърно-анимационен филм от 2008 г. Базиран е на книгата „Хортън“ на доктор Зойс. Режисиран е от Джими Хейуорд и Стив Мартино. Продуциран е от Боб Гордън. Сценаристи са Чинко Пол и Кен Дорио.